# Ophiomitrella ingrata
Ophiomitrella ingrata är en ormstjärneart som beskrevs av Jean Baptiste François René Koehler 1908. Ophiomitrella ingrata ingår i släktet Ophiomitrella och familjen knotterormstjärnor. Inga underarter finns listade i Catalogue of Life.